# Tomer Kapon
Tomer Kapon (également Kappon ou Capon, hébreu : תומר קאפון), est un acteur et mannequin israélien né le 15 juillet 1985 à Holon, à Tel Aviv, en Israël.
Il a joué dans des émissions de télévision populaires exportées par Israël, comme Hostages et la série télévisée de thrillers politiques Fauda. En 2016, il a été récompensé d'un Ophir du cinéma de meilleur second rôle dans le drame Une semaine et un jour. Il joue dans When Heroes Fly et dans la série Amazon, The Boys.

## Biographie
Tomer Kapon est né le 15 juillet 1985 à Holon, Tel Aviv, en Israël, d'une famille juive. 
Il a été élevé dans la ville de Rishon LeZion, en tant que second enfant de parents chefs d'entreprise. Il est apparenté au réalisateur israélien Shay Capon.
Après avoir obtenu son diplôme d'études secondaires, il a été dans l'Armée de défense d'Israël (IDF) en 2004, où il était soldat de combat du bataillon puis commandant d'escadron dans les brigades parachutistes.
À l'âge de 26 ans, il a résidé dans le quartier Hatikva de Tel Aviv, où il a suivi The Yoram Loewenstein Performing Arts Studio pendant un an.
Dans une interview accordée en 2019, il s'est exprimé au sujet de l'orthographe de son nom de famille : « Il est censé avoir un e à la fin, mais nous ne voulons pas que les gens lisent Capone comme le gangster. Nous ne voulons pas de malentendus ».

## Carrière
Entre 2013 et 2016, il est présent au casting de la série Hostages.
En 2015, il joue dans Fauda et Dig. Cette même année, il fait ses débuts au cinéma dans Une histoire d'amour et de ténèbres, de Natalie Portman.
En 2018, il joue dans la série When Heroes Fly. Il interprète un vétéran d'une unité des forces spéciales, réunissant trois amis pour une dernière mission dans la jungle colombienne. La série a reçu le prix de la meilleure série au festival Cannesseries. Cette même année, il tourne dans le film Otages à Entebbe de José Padilha avec Daniel Brühl et Rosamund Pike.
En 2019, il obtient le rôle de Frenchie dans la série, The Boys, diffusée sur Prime Video.

### Vie privée
Il est en couple avec l'actrice israélienne Ortal Ben-Shoshan depuis 2012,.
En 2017, il a été l'une des célébrités israéliennes qui ont reproduit des photos emblématiques d'Israël pour célébrer la 69e année de l'existence du pays. Il a reconstitué la couverture de Life de Yossi Ben Hanan après la guerre des Six Jours, qui le montrait en tant que jeune soldat de l'IDF empoignant fièrement son fusil tout en se tenant dans les eaux du canal de Suez.

## Filmographie

### Cinéma

#### Longs métrages
- 2015 : Une histoire d'amour et de ténèbres (A Tale of Love and Darkness) de Natalie Portman : Juno, le pionnier
- 2015 : Wedding Doll de Nitzan Giladi : Chen
- 2016 : Une semaine et un jour (Shavua ve Yom) d'Asaph Polonsky : Zohar Zooler
- 2018 : Otages à Entebbe (Entebbe) de José Padilha : David Cohen
- 2024 : Mission Titan (Slingshot) de Mikael Håfström : Nash

#### Courts métrages
- 2016 : On the Six Day d'Amichai Chasson : Meni
- 2018 : Curl de Shalom Hager et Sigalit Lipshitz : Gil
- 2020 : Long Distance d'Asaph Polonsky : Gil

### Télévision

#### Séries télévisées
- 2012 : Galis : Benyamin Berg
- 2013-2016 : Hostages : Guy
- 2015 : Dig : Nadav
- 2015-2022 : Fauda : Boaz
- 2016 : Der Tel-Aviv-Krimi : Amir Dawud
- 2016 : Charlie Golf One : Daniel
- 2017-2018 : Fullmoon : Idan Perry
- 2018 : When Heroes Fly : Aviv Danino
- 2019-présent : The Boys : Frenchie
- 2020-2021 : One on One : Moti Mor
- 2024 : Save the Date (BeKarov Etzli) : Asi Ben Tovim